# Temporada da Associazione Sportiva Roma de 2015–16
A Associazione Sportiva Roma, na temporada 2015–16, participou de três competições: Serie A, Coppa Italia e UEFA Champions League.

## Uniforme
Fornecedor:
- Nike

| 1ª | 1ª alternativa | 2ª | 2ª alternativa | 3ª | 1º goleiro | 2º goleiro | 3º goleiro | 4º goleiro |

## Jogadores

### Elenco
Legenda:
- : Capitão

### Transferências
Legenda
- : Jogadores que vem por empréstimo

- : Jogadores emprestados

| Entradas            |      |                     |       |
| Jogador             | Pos. | Clube anterior      | Ref.  |
| Andrea Bertolacci   | M    | Genoa               | [ 1 ] |
| Radja Nainggolan    | V    | Cagliari            |       |
| Alessio Romagnoli   | Z    | Sampdoria           |       |
| Daniel De Silva     | V    | Perth Glory         | [ 2 ] |
| Iago Falque         | A    | Genoa               | [ 3 ] |
| Víctor Ibarbo       | A    | Cagliari            | [ 4 ] |
| Wojciech Szczęsny   | G    | Arsenal             |       |
| Mohamed Salah       | A    | Chelsea             | [ 5 ] |
| Edin Džeko          | A    | Manchester City     | [ 6 ] |
| Antonio Rüdiger     | Z    | Stuttgart           |       |
| Norbert Gyömbér     | Z    | Catania             |       |
| Lucas Digne         | LE   | Paris Saint-Germain |       |
| William Vainqueur   | V    | Dínamo Moscou       |       |
| Emerson Palmieri    | LE   | Santos              |       |
| Stephan El Shaarawy | A    | Milan               |       |

| Saídas             |      |                     |      |
| Jogador            | Pos. | Clube de destino    | Ref. |
| Andrea Bertolacci  | M    | Milan               |      |
| Federico Viviani   | V    | Hellas Verona       |      |
| Lorenzo Pellegrini | M    | Sassuolo            |      |
| José Holebas       | LE   | Watford             |      |
| Simone Sini        | Z    | Virtus Entella      |      |
| Tallo Gadji        | A    | Lille               |      |
| Alessio Romagnoli  | Z    | Milan               |      |
| Mapou Yanga-Mbiwa  | Z    | Lyon                |      |
| Mattia Destro      | A    | Bologna             |      |
| Gervinho           | A    | Hebei China Fortune |      |

## Estatísticas

### Desempenho da equipe
Atualizado até 15 de março de 2017

#### Desempenho geral
| Técnico     | J  | V  | E  | D | GP | GS | SG | %     |
| ----------- | -- | -- | -- | - | -- | -- | -- | ----- |
| Rudi Garcia | 26 | 10 | 11 | 5 | 47 | 38 | +9 | 52.56 |

| Técnico           | J  | V  | E | D | GP | GS | SG  | %     |
| ----------------- | -- | -- | - | - | -- | -- | --- | ----- |
| Luciano Spalletti | 21 | 14 | 4 | 3 | 47 | 23 | +24 | 73.01 |

#### Como mandante
| Técnico     | J  | V | E | D | GP | GS | SG  | %     |
| ----------- | -- | - | - | - | -- | -- | --- | ----- |
| Rudi Garcia | 13 | 7 | 5 | 1 | 20 | 7  | +13 | 66.66 |

| Técnico           | J  | V | E | D | GP | GS | SG  | %     |
| ----------------- | -- | - | - | - | -- | -- | --- | ----- |
| Luciano Spalletti | 11 | 7 | 3 | 1 | 24 | 10 | +14 | 72.72 |

#### Como visitante
| Técnico     | J  | V | E | D | GP | GS | SG  | %     |
| ----------- | -- | - | - | - | -- | -- | --- | ----- |
| Rudi Garcia | 13 | 3 | 6 | 4 | 27 | 31 | –10 | 38.46 |

| Técnico           | J  | V | E | D | GP | GS | SG  | %     |
| ----------------- | -- | - | - | - | -- | -- | --- | ----- |
| Luciano Spalletti | 10 | 7 | 1 | 2 | 23 | 13 | +10 | 73.33 |

### Artilharia
Atualizado até 11 de abril de 2016
| #   | Jogador             | Gols | Serie A | Coppa Italia | Champions League |
| --- | ------------------- | ---- | ------- | ------------ | ---------------- |
| 1º  | Mohamed Salah       | 13   | 12      | 0            | 1                |
| 2º  | Miralem Pjanić      | 11   | 9       | 0            | 2                |
| 3º  | Edin Džeko          | 10   | 8       | 0            | 2                |
| 4º  | Alessandro Florenzi | 8    | 7       | 0            | 1                |
| 5º  | Gervinho            | 7    | 6       | 0            | 1                |
| 6º  | Stephan El Shaarawy | 6    | 6       | 0            | 0                |
| 7º  | Iago Falque         | 3    | 2       | 0            | 1                |
| 7º  | Daniele De Rossi    | 3    | 1       | 0            | 2                |
| 7º  | Radja Nainggolan    | 3    | 3       | 0            | 0                |
| 7º  | Diego Perotti       | 3    | 3       | 0            | 0                |
| 11º | Umar Sadiq          | 2    | 2       | 0            | 0                |
| 11º | Lucas Digne         | 2    | 2       | 0            | 0                |
| 13º | Antonio Rüdiger     | 1    | 1       | 0            | 0                |
| 13º | Iturbe              | 1    | 1       | 0            | 0                |
| 13º | Francesco Totti     | 1    | 1       | 0            | 0                |
| 13º | Maicon              | 1    | 1       | 0            | 0                |
| 13º | Vasilis Torosidis   | 1    | 0       | 0            | 1                |
| 13º | Kostas Manolas      | 1    | 1       | 0            | 0                |
| 13º | Seydou Keita        | 1    | 1       | 0            | 0                |

## Pré-temporada

### International Champions Cup de 2015
| 18 de julho de 2015 | Real Madrid | 0 – 0     | Roma | Melbourne Cricket Ground, Melbourne           |
| 19:00 (UTC+10)      |             | Relatório |      | Público: 80 746 Árbitro: ENG Mark Clattenburg |

|                                                     |       | Penalidades                                        |  |
| Danilo Kroos Lucas Silva Isco Benzema Nacho Vázquez | 6 – 7 | Pjanić Ljajić Destro Florenzi Iturbe Paredes Keita |  |

| Real Madrid | Roma |

| 21 de julho de 2015 | Roma                   | 2 – 2     | Manchester City             | Melbourne Cricket Ground, Melbourne        |
| 20:00 (UTC+10)      | Pjanić 8' · Ljajić 86' | Relatório | Sterling 3' · Iheanacho 51' | Público: 41 000 Árbitro: AUS Jarred Gillet |

|                                               |       | Penalidades                              |  |
| Nainggolan Ljajić Destro Falque Doumbia Keita | 4 – 5 | Touré Kolarov Navas Lopes Hart Horsfield |  |

| Roma | Manchester City |

### Troféu Cinco Violinos
| 1 de agosto de 2015 | Sporting                      | 2 – 0 | Roma | Estádio José Alvalade, Lisboa              |
| 19:45 (UTC+0)       | Slimani 63' · Carlos Mané 70' |       |      | Público: 38 078 Árbitro: POR Tiago Martins |

| Sporting | Roma |

### Troféu Joan Gamper de 2015
| 5 de agosto de 2015 | Barcelona                            | 3 – 0     | Roma | Estádio Camp Nou, Barcelona                    |
| 22:00 (UTC+2)       | Neymar 26' · Messi 41' · Rakitić 66' | Relatório |      | Público: 94 422 Árbitro: ESP Estrada Fernández |

| Barcelona | Roma |

### Amistoso
| 8 de agosto de 2015 | Valencia     | 1 – 3 | Roma                                | Estádio de Mestalla, Valência            |
| 22:00 (UTC+2)       | Feghouli 31' |       | Salah 9' · Totti 24' · Gervinho 56' | Público: 50 000 Árbitro: ESP Mateu Lahoz |

| Valencia | Roma |

## Competições

### Serie A

#### Classificação na Liga
| Pos | Equipes        | Pts | J  | V  | E | D | GM | GS | SG | %    | Classificação ou rebaixamento                          |
| --- | -------------- | --- | -- | -- | - | - | -- | -- | -- | ---- | ------------------------------------------------------ |
| 1   | Juventus       | 61  | 27 | 19 | 4 | 4 | 48 | 15 | 33 | 75.3 | Fase de Grupos da Liga dos Campeões da UEFA de 2016–17 |
| 2   | Napoli         | 58  | 27 | 17 | 7 | 3 | 55 | 22 | 33 | 71.6 | Fase de Grupos da Liga dos Campeões da UEFA de 2016–17 |
| 3   | Roma           | 56  | 28 | 16 | 8 | 4 | 59 | 29 | 30 | 66.7 | Play-offs da Liga dos Campeões da UEFA de 2016–17      |
| 4   | Fiorentina     | 53  | 28 | 16 | 5 | 7 | 49 | 31 | 18 | 63.1 | Fase de Grupos da Liga Europa da UEFA de 2016-17       |
| 5   | Internazionale | 48  | 27 | 14 | 6 | 7 | 34 | 25 | 9  | 59.3 | 3ª Pré-Eliminatória da Liga Europa da UEFA de 2016-17  |

#### Resumo dos resultados
| Total |    |    |   |   |    |    |     |
| Pts   | J  | V  | E | D | GM | GS | SG  |
| 41    | 23 | 11 | 8 | 4 | 42 | 25 | +17 |

| Casa |    |   |   |   |    |    |     |
| Pts  | J  | V | E | D | GM | GS | SG  |
| 24   | 11 | 7 | 3 | 1 | 24 | 11 | +13 |

| Fora |    |   |   |   |    |    |    |
| Pts  | J  | V | E | D | GM | GS | SG |
| 17   | 12 | 5 | 2 | 3 | 18 | 14 | +4 |

#### Partidas
1ª rodada
| 22 de agosto de 2015 | Hellas Verona | 1 – 1     | Roma         | Stadio Marc'Antonio Bentegodi, Verona             |
| 18:00 (UTC+2)        | Janković 61'  | Relatório | Florenzi 66' | Público: 22 075 / 22 255 Árbitro: ITA Marco Guida |

2ª rodada
| 30 de agosto de 2015 | Roma                   | 2 – 1     | Juventus   | Stadio Olimpico, Roma                                |
| 18:00 (UTC+2)        | Pjanić 61' · Džeko 79' | Relatório | Dybala 87' | Público: 56 040 / 55 040 Árbitro: ITA Nicola Rizzoli |

3ª rodada
| 12 de setembro de 2015 | Frosinone | 0 – 2     | Roma                      | Estádio Matusa, Frosinone                             |
| 18:00 (UTC+2)          |           | Relatório | Falque 44' · Iturbe 90+3' | Público: 9 400 / 10 000 Árbitro: ITA Andrea Gervasoni |

4ª rodada
| 20 de setembro de 2015 | Roma                  | 2 – 2     | Sassuolo                  | Stadio Olimpico, Roma                              |
| 15:00 (UTC+2)          | Totti 36' · Salah 49' | Relatório | Defrel 22' · Politano 45' | Público: 60 133 / 36 727 Árbitro: ITA Davide Massa |

5ª rodada
| 23 de setembro de 2015 | Sampdoria                     | 2 – 1     | Roma      | Estádio Luigi Ferraris, Genoa           |
| 20:45 (UTC+2)          | Éder 50' · Manolas 85' (o.g.) | Relatório | Salah 69' | Público: 21 769 Árbitro: ITA Luca Banti |

6ª rodada
| 26 de setembro de 2015 | Roma                                                            | 5 – 1     | Carpi         | Stadio Olimpico, Roma                                     |
| 18:00 (UTC+2)          | Manolas 24' · Pjanić 28' · Gervinho 51' · Salah 51' · Digne 68' | Relatório | Borriello 34' | Público: 56 901 / 33 430 Árbitro: ITA Massimiliano Irrati |

7ª rodada
| 4 de outubro de 2015 | Palermo                        | 2 – 4     | Roma                                           | Estádio Renzo Barbera, Palermo                       |
| 15:00 (UTC+2)        | Gilardino 58' · González 90+1' | Relatório | Pjanić 2' · Florenzi 14' · Gervinho 28', 90+2' | Público: 25 933 / 15 910 Árbitro: ITA Antonio Damato |

8ª rodada
| 17 de outubro de 2015 | Roma                                  | 3 – 1     | Empoli     | Stadio Olimpico, Roma                                  |
| 18:00 (UTC+2)         | Pjanić 56' · De Rossi 59' · Salah 69' | Relatório | Büchel 75' | Público: 59 658 / 34 124 Árbitro: ITA Piero Giacomelli |

9ª rodada
| 25 de outubro de 2015 | Fiorentina    | 1 – 2     | Roma                    | Estádio Artemio Franchi, Florença           |
| 18:00 (UTC+1)         | Babacar 90+4' | Relatório | Salah 7' · Gervinho 34' | Público: 36 297 Árbitro: ITA Daniele Orsato |

10ª rodada
| 28 de outubro de 2015 | Roma                                 | 3 – 1     | Udinese           | Stadio Olimpico, Roma                      |
| 20:45 (UTC+1)         | Pjanić 4' · Maicon 9' · Gervinho 63' | Relatório | Cyril Théréau 77' | Público: 29 599 Árbitro: ITA Carmine Russo |

11ª rodada
| 31 de outubro de 2015 | Internazionale | 1 – 0     | Roma | San Ciro, Milão                             |
| 20:45 (UTC+1)         | Medel 31'      | Relatório |      | Público: 59 213 Árbitro: ITA Nicola Rizzoli |

12ª rodada - Derby della Capitale
| 8 de novembro de 2015 | Roma                            | 2 – 0     | Lazio | Stadio Olimpico, Roma                          |
| 15:00 (UTC+1)         | Džeko 10' (pen.) · Gervinho 63' | Relatório |       | Público: 35 253 Árbitro: ITA Paolo Tagliavento |

13ª rodada
| 21 de novembro de 2015 | Bologna                               | 2 – 2     | Roma                                 | Estádio Renato Dall'Ara, Bologna             |
| 18:00 (UTC+1)          | Masina 14' · Mattia Destro 87' (pen.) | Relatório | Pjanić 52' (pen.) · Džeko 87' (pen.) | Público: 23 304 Árbitro: ITA Gianluca Rocchi |

14ª rodada
| 29 de novembro de 2015 | Roma | 0 – 2     | Atalanta                     | Stadio Olimpico, Roma                            |
| 15:00 (UTC+1)          |      | Relatório | Gómez 40' · Denis 82' (pen.) | Público: 29 222 Árbitro: ITA Gianpaolo Calvarese |

15ª rodada
| 5 de dezembro de 2015 | Torino                  | 1 – 1     | Roma       | Estádio Olímpico de Turim, Turim            |
| 15:00 (UTC+1)         | Maxi López 90+4' (pen.) | Relatório | Pjanić 83' | Público: 19 781 Árbitro: ITA Antonio Damato |

16ª rodada - Derby del Sole
| 13 de dezembro de 2015 | Napoli | 0 – 0     | Roma | Stadio San Paolo, Nápoles                   |
| 18:00 (UTC+1)          |        | Relatório |      | Público: 55 726 Árbitro: ITA Nicola Rizzoli |

17ª rodada
| 20 de dezembro de 2015 | Roma                     | 2 – 0     | Genoa | Stadio Olimpico, Roma                         |
| 15:00 (UTC+1)          | Florenzi 42' · Sadiq 89' | Relatório |       | Público: 28 133 Árbitro: ITA Andrea Gervasoni |

18ª rodada
| 6 de janeiro de 2016 | Chievo                                        | 3 – 3     | Roma                                 | Stadio Marc'Antonio Bentegodi, Verona            |
| 15:00 (UTC+1)        | Paloschi 44' · Dainelli 58' · Simone Pepe 86' | Relatório | Sadiq 7' · Florenzi 37' · Falque 71' | Público: 12 000 Árbitro: ITA Massimiliano Irrati |

19ª rodada
| 9 de janeiro de 2016 | Roma       | 1 – 1     | Milan     | Stadio Olimpico, Roma                       |
| 20:45 (UTC+1)        | Rüdiger 4' | Relatório | Kucka 50' | Público: 34 777 Árbitro: ITA Daniele Orsato |

20ª rodada
| 17 de janeiro de 2016 | Roma           | 1 – 1     | Hellas Verona      | Stadio Olimpico, Roma                     |
| 15:00 (UTC+1)         | Nainggolan 41' | Relatório | Pazzini 61' (pen.) | Público: 29 709 Árbitro: ITA Davide Massa |

21ª rodada
| 24 de janeiro de 2016 | Juventus   | 1 – 0     | Roma | Juventus Stadium, Turim                 |
| 20:45 (UTC+1)         | Dybala 77' | Relatório |      | Público: 39 721 Árbitro: ITA Luca Banti |

22ª rodada
| 30 de janeiro de 2016 | Roma                                          | 3 – 1     | Frosinone   | Stadio Olimpico, Roma                    |
| 20:45 (UTC+1)         | Nainggolan 18' · El Shaarawy 48' · Pjanić 84' | Relatório | Ciofani 24' | Público: 29 799 Árbitro: ITA Marco Guida |

23ª rodada
| 2 de fevereiro de 2016 | Sassuolo | 0 – 2     | Roma                          | Mapei Stadium – Città del Tricolore, Régio da Emília |
| 20:45 (UTC+1)          |          | Relatório | Salah 11' · El Shaarawy 90+4' | Público: 11 102 Árbitro: ITA Gianpaolo Calvarese     |

24ª rodada
| 7 de fevereiro de 2016 | Roma                             | 2 – 1     | Sampdoria         | Stadio Olimpico, Roma                      |
| 20:45 (UTC+1)          | Florenzi 45' · Diego Perotti 50' | Relatório | Pjanić 57' (o.g.) | Público: 28 301 Árbitro: ITA Domenico Celi |

25ª rodada
| 12 de fevereiro de 2016 | Carpi       | 1 – 3     | Roma                              | Estádio Alberto Braglia, Módena               |
| 20:45 (UTC+1)           | Lasagna 61' | Relatório | Digne 56' · Džeko 84' · Salah 85' | Público: 9 166 Árbitro: ITA Paolo Tagliavento |

26ª rodada
| 21 de fevereiro de 2016 | Roma                                        | 5 – 0     | Palermo | Stadio Olimpico, Roma                         |
| 20:45 (UTC+1)           | Džeko 30', 89' · Keita 52' · Salah 60', 62' | Relatório |         | Público: 48 744 Árbitro: ITA Piero Giacomelli |

27ª rodada
| 27 de fevereiro de 2016 | Empoli        | 1 – 3     | Roma                             | Estádio Carlo Castellani, Empoli              |
| 18:00 (UTC+1)           | Zukanović 22' | Relatório | El Shaarawy 5', 74' · Pjanić 27' | Público: 12 761 Árbitro: ITA Andrea Gervasoni |

28ª rodada
| 4 de março de 2016 | Roma                                                 | 4 – 1     | Fiorentina          | Stadio Olimpico, Roma                            |
| 20:45 (UTC+1)      | El Shaarawy 22' · Salah 25', 58' · Diego Perotti 38' | Relatório | Iličić 45+3' (pen.) | Público: 36 263 Árbitro: ITA Massimiliano Irrati |

29ª rodada
| 13 de março de 2016 | Udinese   | 1 – 2     | Roma                     | Estádio Friuli, Údine                               |
| 15:00 (UTC+1)       | Bruno 85' | Relatório | Džeko 15' · Florenzi 74' | Público: 17 626 Árbitro: ITA Paolo Silvio Mazzoleni |

30ª rodada
| 19 de março de 2016 | Roma           | 1 – 1     | Internazionale | Stadio Olimpico, Roma                       |
| 20:45 (UTC+1)       | Nainggolan 84' | Relatório | Perišić 53'    | Público: 47 049 Árbitro: ITA Daniele Orsato |

31ª rodada - Derby della Capitale
| 3 de abril de 2016 | Lazio | 1 – 4 | Roma | Stadio Olimpico, Roma |
| 15:00 (UTC+2)      |       |       |      | Público: 29 922       |

32ª rodada
| 10 de abril de 2016 | Roma | – | Bologna |  |
|                     |      |   |         |  |

33ª rodada
| 17 de abril de 2016 | Atalanta | – | Roma |  |
|                     |          |   |      |  |

34ª rodada
| 20 de abril de 2016 | Roma | – | Torino |  |
|                     |      |   |        |  |

35ª rodada - Derby del Sole
| 24 de abril de 2016 | Roma | – | Napoli |  |
|                     |      |   |        |  |

36ª rodada
| 1 de maio de 2016 | Genoa | – | Roma |  |
|                   |       |   |      |  |

37ª rodada
| 8 de maio de 2016 | Roma | – | Chievo |  |
|                   |      |   |        |  |

38ª rodada
| 15 de maio de 2016 | Milan | – | Roma |  |
|                    |       |   |      |  |

### Coppa Italia
Oitavas de final
| 16 de dezembro de 2015 | Roma | 0 – 0 (pro) | Spezia | Stadio Olimpico, Roma                      |
| 14:30 (UTC+1)          |      | Relatório   |        | Público: 7 167 Árbitro: ITA Marco Di Bello |

|                             |       | Penalidades                |  |
| Pjanić Džeko De Rossi Digne | 2 – 4 | Terzi Nenê Juande Acampora |  |

### Liga dos Campeões da UEFA

#### Fase de grupos
| Pos | Equipe           | Pts | J | V | E | D | GP | GC | SG  | Classificado                     |  | BAR | ROM | LEV | BATE |
| --- | ---------------- | --- | - | - | - | - | -- | -- | --- | -------------------------------- |  | --- | --- | --- | ---- |
| 1   | Barcelona        | 14  | 6 | 4 | 2 | 0 | 15 | 4  | +11 | Classificado às oitavas de final |  | —   | 6–1 | 2–1 | 3–0  |
| 2   | Roma             | 6   | 6 | 1 | 3 | 2 | 11 | 16 | −5  | Classificado às oitavas de final |  | 1–1 | —   | 3–2 | 0–0  |
| 3   | Bayer Leverkusen | 6   | 6 | 1 | 3 | 2 | 13 | 12 | +1  | Transferido para Liga Europa     |  | 1–1 | 4–4 | —   | 4–1  |
| 4   | BATE Borisov     | 5   | 6 | 1 | 2 | 3 | 5  | 12 | −7  | Eliminado                        |  | 0–2 | 3–2 | 1–1 | —    |

| 16 de setembro de 2015 | Roma         | 1 – 1     | Barcelona  | Estádio Olímpico, Roma                     |
| 20:45 (UTC+2)          | Florenzi 31' | Relatório | Suárez 21' | Público: 57 836 Árbitro: NED Björn Kuipers |

| Roma | Barcelona |

| 29 de setembro de 2015 | BATE Borisov                       | 3 – 2     | Roma                         | Borisov Arena, Borisov                        |
| 20:45 (UTC+2)          | Stasevich 8' · Mladenović 12', 30' | Relatório | Gervinho 66' · Torosidis 82' | Público: 12 767 Árbitro: ENG Mark Clattenburg |

| BATE Borisov | Roma |

| 20 de outubro de 2015 | Bayer Leverkusen                                  | 4 – 4     | Roma                                        | BayArena, Leverkusen                       |
| 20:45 (UTC+2)         | Hernández 4' (pen), 19' · Kampl 84' · Mehmedi 86' | Relatório | De Rossi 29', 38' · Pjanić 54' · Falque 73' | Público: 29 412 Árbitro: HUN Viktor Kassai |

| Bayer Leverkusen | Roma |

| 4 de novembro de 2015 | Roma                                    | 3 – 2     | Bayer Leverkusen            | Estádio Olímpico, Roma                      |
| 20:45 (UTC+1)         | Salah 2' · Džeko 29' · Pjanić 80' (pen) | Relatório | Mehmedi 46' · Hernández 51' | Público: 38 361 Árbitro: RUS Sergei Karasev |

| Roma | Bayer Leverkusen |

| 24 de novembro de 2015 | Barcelona                                                  | 6 – 1     | Roma        | Camp Nou, Barcelona                       |
| 20:45 (UTC+1)          | Suárez 15', 44' · Messi 18', 60' · Piqué 56' · Adriano 77' | Relatório | Džeko 90+1' | Público: 71 433 Árbitro: TUR Cüneyt Çakır |

| Barcelona | Roma |

| 9 de dezembro de 2015 | Roma | 0 – 0     | BATE Borisov | Stadio Olimpico, Roma                        |
| 20:45 (UTC+1)         |      | Relatório |              | Público: 29 489 Árbitro: ENG Martin Atkinson |

| Roma | BATE Borisov |

#### Fase final

##### Oitavas de final
Jogo de ida
| 17 de fevereiro de 2016 | Roma | 0 – 2     | Real Madrid                      | Estádio Olímpico, Roma                      |
| 20:45 (UTC+1)           |      | Relatório | Cristiano Ronaldo 57' · Jesé 86' | Público: 55 612 Árbitro: CZE Pavel Královec |

| Roma | Real Madrid |

Jogo de volta
| 8 de março de 2016 | Real Madrid                 | 2 – 0     | Roma | Estádio Santiago Bernabéu, Madrid             |
| 20:45 (UTC+1)      | Ronaldo 64' · Rodríguez 68' | Relatório |      | Público: 76 654 Árbitro: POL Szymon Marciniak |

| Real Madrid | Roma |